# Yuji Nakamura
Yuji Nakamura (1956) è un astronomo amatoriale giapponese, di professione ingegnere chimico.
Yuji Nakamura è un ingegnere chimico che lavora per il comune di Yokkaichi, è anche un astrofilo che si è interessato inizialmente di comete, poi anche di nove. Collabora con la Variable Star Observers League in Japan con il codice Nry.